# La Guerche
La Guerche ist eine französische Gemeinde mit 175 Einwohnern (Stand 1. Januar 2022) im Département Indre-et-Loire in der Region Centre-Val de Loire; sie gehört zum Arrondissement Loches und zum Kanton Descartes.

## Bevölkerungsentwicklung
- 1962: 302
- 1968: 295
- 1975: 258
- 1982: 265
- 1990: 237
- 1999: 229
- 2006: 213
- 2017: 180

## Sehenswürdigkeiten
- Schloss La Guerche